# Lirimiris truncata
Lirimiris truncata är en fjärilsart som beskrevs av Herrich-Schäffer 1856. Lirimiris truncata ingår i släktet Lirimiris och familjen tandspinnare. Inga underarter finns listade i Catalogue of Life.